# ワイルドライフ (ドキュメンタリー番組)
『ワイルドライフ』は、NHKデジタル衛星ハイビジョン（2011年4月から2023年11月までNHK BSプレミアム）が2009年3月30日に放送を開始した、動物等を中心としたドキュメンタリー番組である。NHK BSプレミアム4K、NHK BS、NHK総合で放送。

## 概要

### 番組について
自然番組の醍醐味は、長期取材でのみ捉えられる極上の大自然映像。ワイルドライフでは、粘り強い長期取材や新しい機材での映像表現、挑戦的なテーマでとらえた「地球の素顔」をお届けする。壮大な大自然の絶景、躍動する命の世界を、豊かな映像で捉えた骨太の自然番組である。

### テーマ曲について
オープニング音楽とエンディング音楽を担当しているのは、作曲家の中村幸代。曲のキーワードは、大自然とその中に生きる野生動物達の「雄大さ」「生命力」「力強さ」である。

## ナレーション
2016年後半から2017年度まではNHK東京アナウンス室の女性アナウンサーだけでローテーション担当していた（ワイルドライフスペシャルを除く）
2018年度から、少数だがレギュラー放送での東京アナウンス室男性アナウンサーのナレーション担当が復活した。
主なナレーターは
- 中條誠子
- 豊原謙二郎
- 滑川和男
- 久保田祐佳
- 池田伸子
- 林田理沙
- 出田奈々
- 森下絵理香

## 放送時間
2024年4月から
【BSプレミアム4K】火曜 19:30 - 20:59
（再）翌週火曜 8:00 - 9:29
（再）翌週水曜 13:00 - 14:29
【BS】月曜 19:30 - 20:59
（再）翌週月曜 9:25 - 10:54
2023年4月から2024年3月末まで
【BSプレミアム4K】月曜 19:30 - 20:59
（再）翌週月曜 8:00 - 9:29
【BSプレミアム・BS】月曜 19:30 - 20:59
（再）翌週月曜 9:30 - 10:59
2023年3月末まで
本放送 月曜 20:00 - 21:00
放映時間は、初回より第58回（2011年3月28日）までは80分または89 - 90分、第59回（2011年4月4日） - 第91回（2012年3月26日）までは58分、第92回（2012年4月2日）以降は60分間である。
再放送 月曜 8:00 - 9:00
不定期に過去のものを50分や60分に再編集して放送することもある。この際、ナレーターが変わることもある。
セレクション放送
2022年4月4日から2023年3月、NHK総合テレビジョンの『ミッドナイトチャンネル』枠・月曜23:50-24:50（=火曜日の0:50）で過去に放送された番組からピックアップしたセレクション放送を実施。

## 放送リスト

### 2009年度
| 回 | 初回放送日 | タイトル                                                                            | ナレーション      | 備考                                                        |
| -- | ---------- | ----------------------------------------------------------------------------------- | ----------------- | ----------------------------------------------------------- |
| 1  | 3月30日    | 世界の大草原シリーズ 北アメリカ〜プレーリーの王者 バイソンが駆ける〜                | 石澤典夫 守本奈実 |                                                             |
| 2  | 4月6日     | 世界の大草原シリーズ アフリカ〜ビッグキャット サバンナに生きる〜                    | 滑川和男 滝島雅子 |                                                             |
| 3  | 4月13日    | 大海原の狩人〜カジキ・コククジラ〜                                                  | 柿沼郭            |                                                             |
| 4  | 4月20日    | 驚異の生物大群集〜大発生の謎〜                                                      | 柿沼郭 内藤裕子   |                                                             |
| 5  | 4月27日    | 沖縄・やんばる 幻のトゲネズミ再発見                                                 | [ 5 ]             |                                                             |
| 6  | 5月4日     | 北海道 原野の動物たち キタキツネ・エゾモモンガ                                      | 鎌倉千秋          |                                                             |
| 7  | 5月11日    | 高山を生き抜く〜エランド＆ジャクソンカメレオン                                      | 滑川和男          |                                                             |
| 8  | 6月15日    | 知られざる大自然シリーズ 中南米熱帯雨林 驚異の生きもの〜グンタイアリ＆バシリスク〜  | 礒野佑子          |                                                             |
| 9  | 6月22日    | 知られざるアフリカ大自然シリーズ 乾燥の大地を生き抜く〜ラーテル＆アラゲジリス〜     | 古野晶子 滑川和男 |                                                             |
| 10 | 6月29日    | 知られざるアフリカ大自然シリーズ 群れで生き抜く〜シャカイハタオリ・ミーアキャット〜 | 徳田章            |                                                             |
| 11 | 7月6日     | 知られざるアフリカ大自然シリーズ 大サバンナを生き抜く ガゼル成長物語                | 渡邊あゆみ        |                                                             |
| 12 | 7月        | 密林に飛行生物の謎を追う ボルネオ                                                   | [ 7 ]             |                                                             |
| 13 | 9月7日     | シリーズ「絶滅から救え！」スペイン オオヤマネコ〜イベリア半島・アンダルシア地方〜   | 岩槻里子 滑川和男 |                                                             |
| 14 | 9月14日    | シリーズ「絶滅から救え！」ライオンタマリン〜ブラジル・大西洋沿岸雨林〜              | 滑川和男 内藤裕子 |                                                             |
| 15 | 9月21日    | 動物カメラマン・免許皆伝！シリーズ 中米コスタリカ 情熱の鳥を追う                    | 山口勝            | 出演:吉本多香美                                             |
| 16 | 9月28日    | シリーズ ヨーロッパの自然 3000キロ クロヅルの渡りを追う                             | 黒沢保裕          |                                                             |
| 17 | 10月5日    | 英国“生け垣”物語                                                                    | 礒野佑子          | 2011年4月21日9時30分から、22日1時からBSアーカイブスで放送。 |
| 18 | 10月12日   | 極北の王者 アラスカヒグマ 氷河と火山の大地に生きる                                  | 滑川和男          |                                                             |
| 19 | 10月19日   | アッテンボローの世界 両生類・は虫類 驚異の上陸大作戦                                | 滑川和男          | 出演:デビッド・アッテンボロー                               |
| 20 | 10月26日   | アッテンボローの世界 大型ハ虫類 進化の謎に迫る                                      | 滑川和男          | 出演:デビッド・アッテンボロー                               |
| 21 | 11月2日    | 砂漠と水 命の世界〜幽霊ガニ・チワワ砂漠                                             | 宮本愛子          |                                                             |
| 22 | 11月9日    | マダガスカルに原始のサルを追う〜シファカ・アイアイ                                  | 宮本愛子          |                                                             |
| 23 | 11月16日   | ンゴロンゴロ 大クレーター タンザニア 野生の円形劇場                                 | 森本健成          |                                                             |
| 24 | 11月30日   | 南米 野生のイヌたち 宙を舞い ヤブを走る                                             | 黒沢保裕          |                                                             |
| 25 | 2月1日     | 京都法然院 いのちの庭                                                               | [ 10 ]            |                                                             |
| 26 | 2月8日     | 今森光彦が見つめた ニッポンの里山                                                   | 黒沢保裕 江崎史恵 |                                                             |
| 27 | 2月15日    | 幻の鳥 炎の舞に迫る〜ニューギニア島〜                                               | 小林千恵          |                                                             |
| 28 | 3月1日     | 動物カメラマン・免許皆伝！シリーズ(2)四季 北の大地 カラマツ林にリスを追う           | 小野文惠          |                                                             |
| 29 | 3月15日    | 田畑がはぐくむ野鳥の楽園 チュウヒ                                                   | 古屋和雄          |                                                             |
| 30 | 3月29日    | “文化”を受け継ぐチンパンジー～ウガンダの森                                          | 森本健成          |                                                             |

### 2010年度
| 回 | 初回放送日 | タイトル                                                            | ナレーション          | 備考 |
| -- | ---------- | ------------------------------------------------------------------- | --------------------- | ---- |
| 31 | 4月5日     | アメリカ 大自然の素顔に迫る                                         | 黒沢保裕              |      |
| 32 | 4月12日    | ヨーロッパの森 光さす生命(いのち)の物語                             | 江崎史恵              |      |
| 33 | 4月19日    | ジャングル 樹冠の小宇宙〜パナマ・インドネシア〜                     | 石井かおる            |      |
| 34 | 4月26日    | 島は命のワンダーランド〜コモドドラゴン・メガネザル〜                | 永井伸一              |      |
| 35 | 5月10日    | イリオモテヤマネコ 謎の生態に迫る                                   | 岩槻里子              |      |
| 36 | 5月17日    | 絶海の孤島 巨大アザラシが吠(ほ)える〜メキシコ・太平洋〜             | 黒沢保裕              |      |
| 37 | 6月7日     | 海のハンター シャチ 波打ちぎわの襲撃〜南米・パタゴニア〜            | 滑川和男              |      |
| 38 | 6月21日    | カナダ 氷河が生んだ大自然〜ザトウクジラ・クロクマ〜                 | 小野卓司              |      |
| 39 | 6月28日    | 今森光彦が見つめたニッポンの里山 花と水の絶景                       | 黒沢保裕 石井かおる   |      |
| 40 | 7月5日     | 北海道の森に生きる〜札幌・知床〜                                    | 大沼ひろみ            |      |
| 41 | 9月6日     | シリーズ(3)昆虫王国 ラオス チョウの華麗な舞に迫る                   | 近田雄一              |      |
| 42 | 9月13日    | シリーズ(4)沖縄 サンゴの海 魚の楽園に迫る                           | 滑川和男              |      |
| 43 | 9月20日    | ペンギン 知られざる子育てに迫る〜ケープペンギン・アデリーペンギン〜 | 小野卓司              |      |
| 44 | 10月4日    | 高地で闘う生きものたち キジオライチョウ・ビクーニャ                 | 原田裕和              |      |
| 45 | 10月25日   | 巨大生物集う奇跡の海 ムンクイトマキエイ・オオシャコガイ             | 井上二郎              |      |
| 46 | 11月15日   | 巨大魚が命をつなぐ海 コブダイ・イレズミフエダイ                     | 森本健成              |      |
| 47 | 11月29日   | 里山を舞うハンター〜サシバ・モズ〜                                  | 羽隅将一              |      |
| 48 | 1月17日    | 日本列島 第1集 錦の森 北限のサルの物語                              | 豊原謙二郎 首藤奈知子 |      |
| 49 | 1月24日    | 日本列島 第2集 七色の海 海流が生んだ豊かな命の物語                  | 豊原謙二郎 首藤奈知子 |      |
| 50 | 1月31日    | 今森光彦が見つめたニッポンの里山 響きあう人と生きものの四季         | 黒沢保裕 江崎史恵     |      |
| 51 | 2月7日     | 東欧の秘境 タラ渓谷 断崖に野生を見た                                | 滑川和男              |      |
| 52 | 2月14日    | 英国運河 命輝く水辺の物語                                           | 礒野佑子              |      |
| 53 | 2月21日    | 伝説の白いライオン                                                  | 滑川和男              |      |
| 54 | 2月28日    | したたかな隣人〜スズメ・ツバメ〜                                    | 原田裕和              |      |
| 55 | 3月7日     | 世界の動物カメラマン アフリカ・ガボンの森 幻のサルを追う            | 井上二郎              |      |
| 56 | 3月14日    | 世界の動物カメラマン クジラ・ウミガメ 太平洋に大回遊を追う          | 畠山智之 首藤奈知子   |      |
| 57 | 3月21日    | 島にひそむ動物たち ツシマヤマネコ・アマミノクロウサギ               | 吾妻謙                |      |
| 58 | 3月28日    | カナダ ノースウッズ バイソン群れる原生林を行く                      | 渡邊あゆみ            |      |

### 2011年度
| 回 | 初回放送日 | タイトル                                                               | ナレーション        | 備考                                                                  |
| -- | ---------- | ---------------------------------------------------------------------- | ------------------- | --------------------------------------------------------------------- |
| 59 | 4月4日     | エチオピア 乾燥の大地 荒野に闘うマントヒヒ                             | 森田美由紀          |                                                                       |
| 60 | 4月11日    | アリューシャンマジック クジラと海鳥 驚異の大集結                       | 和田源二            |                                                                       |
| 61 | 4月25日    | オーストラリア 世界最古の森 巨鳥オオヒクイドリ 子育て奮闘記            | 柘植恵水            |                                                                       |
| 62 | 5月2日     | 南米 イグアス 世界最大の滝に野生が集う                                 | 大野済也            |                                                                       |
| 63 | 5月9日     | アフリカ大サバンナ 草食獣対肉食獣 生と死の攻防                         | 内藤啓史            |                                                                       |
| 64 | 5月16日    | アフリカ大サバンナ 飛ばない鳥 大地を生きる                             | 永井伸一            |                                                                       |
| 65 | 5月30日    | アフリカ大サバンナ 巨大ワニ 知られざる愛と知恵に迫る                   | 中條誠子            |                                                                       |
| 66 | 6月6日     | フィリピン ドンソール湾 大接近!世界最大の魚ジンベエザメ                | 滑川和男            |                                                                       |
| 67 | 6月13日    | 南米 アマゾン 二つのサル 巧みな共同作戦                                | 小林孝司            |                                                                       |
| 68 | 7月4日     | 沖縄やんばる 輝く森にネズミがつむぐ命の物語                            | 森田美由紀          |                                                                       |
| 69 | 7月11日    | オーストラリア 幻の巨大湖 ペリカン 10年に一度の大飛行                  | 礒野祐子            |                                                                       |
| 70 | 7月18日    | 「海の日」特集 地球丸ごと 海の生きもの大集結                           |                     | 出演:中川翔子、荒俣宏、林公義、小松宏司                               |
| 71 | 7月25日    | 北欧 スカンディナビアの四季 巨大なシカが森を生きる                     | 井上二郎            |                                                                       |
| 72 | 9月5日     | マダガスカル 原始の森 ここは新天地 キツネザル大繁栄の秘密              | 滑川和男            |                                                                       |
| 73 | 9月12日    | ブラジル大平原 乾燥の大地に珍獣が潜む                                  | 滑川和男            |                                                                       |
| 74 | 10月10日   | オーストラリア メルボルンの海 10万匹のカニ 謎の大集結                  | 滑川和男            |                                                                       |
| 75 | 10月17日   | ロシア・サハリン大湿地 密着!王者オオワシの子育て                       | 滑川和男            |                                                                       |
| 76 | 10月31日   | 英国 ウェールズ 氷河と暖流が野生の楽園を作った                         | 磯野裕子            |                                                                       |
| 77 | 11月7日    | 世界の動物カメラマン 韓国の里山 驚異の昆虫!誘惑の技に迫る              | 柘植恵水 近田雄一   | 声の出演:島田敏                                                       |
| 78 | 11月14日   | アフリカ大サバンナ カバの楽園 知られざる日々                           | 磯野裕子            |                                                                       |
| 79 | 11月21日   | パプアニューギニア 霧の森 初めて見た! 極楽鳥 秘密の舞い                | 北郷三穂子          |                                                                       |
| 80 | 12月5日    | ギリシャ エーゲ海 ハヤブサ大集団 驚きの狩りに迫る                      | 滑川和男            |                                                                       |
| 81 | 12月12日   | ノルウェー フィヨルドの海 世界最速のうず潮に生命あふれる               | 北郷三穂子          |                                                                       |
| 82 | 12月30日   | スペシャル 年末特集「迫力映像大公開 世界の野生動物 驚きと感動に迫る!」 | 井上二郎 渡邊佐和子 | 21時から。3時間ワイド総集編。 出演:山口智充、中山エミリ、滑川和男アナ |
| 83 | 1月16日    | アフリカ中央部の熱帯雨林 ゴリラ大家族 知られざる絆                     | 小野卓司            |                                                                       |
| 84 | 1月30日    | 森の国 日本 緑の小宇宙に命響きあう                                     | 渡邊佐和子          |                                                                       |
| 85 | 2月6日     | ロシア沿海州 ウスリー タイガ 原生林に幻のトラを追う                    | 和田源二            |                                                                       |
| 86 | 2月13日    | メキシコ カリフォルニア湾 世界最速のクジラ 巨大魚群を襲う              | 滑川和男            |                                                                       |
| 87 | 2月20日    | 世界の動物カメラマン オーストラリア 輝く翼 オウムの秘密を追え!         | 鈴木奈穂子          |                                                                       |
| 88 | 2月27日    | 世界自然遺産 知床 角がつなぐ!エゾシカ 命の物語                         | 小野卓司            |                                                                       |
| 89 | 3月5日     | 北米カリフォルニアの海 ラッコ親子 巨大海藻に抱かれて                   | 渡邊佐和子          |                                                                       |
| 90 | 3月12日    | ワイルドワイフスペシャル 謎の深海巨大生物を追う                        | 渡邊佐和子          | 出演:渡邊佐和子アナ、荒又宏                                           |
| 91 | 3月26日    | アフリカ大サバンナ 世界最大の鳥ダチョウ 驚異の子育てに密着             | 和田源二            |                                                                       |

### 2012年度
| 回  | 初回放送日 | タイトル                                                                   | ナレーション        | 備考                                                |
| --- | ---------- | -------------------------------------------------------------------------- | ------------------- | --------------------------------------------------- |
| 92  | 4月2日     | アフリカ大サバンナ オオミミギツネ 波乱万丈!大家族の物語                    | 武内陶子            |                                                     |
| 93  | 4月9日     | 北海道 千歳川 清流の鳥ヤマセミ 一瞬の狩りに生きる                          | 小松宏司            |                                                     |
| 94  | 4月16日    | アフリカ南部 ザンベジ川 野生あふれる大河を行く                             | 鈴木奈穂子          |                                                     |
| 95  | 5月7日     | 大河ドナウ“水没林”にワシが舞い ビーバーが泳ぐ                              | 安部みちこ          |                                                     |
| 96  | 5月14日    | 沖縄 亜熱帯の森 駆けのぼれ!ヤンバルクイナ                                  | 森田美由紀          |                                                     |
| 97  | 6月4日     | 大都会ロンドン キツネ1万匹 大繁栄の謎に迫る                                | 西堀裕美            |                                                     |
| 98  | 6月11日    | 大西洋 フォークランド諸島 ペンギン王国の夏 走れ!跳べ!                      | 武内陶子            |                                                     |
| 99  | 6月18日    | 神秘の海 富山湾 ホタルイカが妖しく光る                                     | 和田源二            |                                                     |
| 100 | 7月2日     | アフリカ大サバンナ チーター兄弟 驚きの狩りと絆に迫る                       | 小山径              |                                                     |
| 101 | 7月9日     | 東南アジア ボルネオ島 華麗!巧妙!鳥たちの空中ハンティング                   | 中村慶子            |                                                     |
| 102 | 7月23日    | ブラジル 大西洋岸 南米最大のサル ムリキ 森に橋をかけて生き残れ             | 中村慶子            |                                                     |
| 103 | 8月13日    | ワイルドワイフスペシャル 世界の野生動物 感動!命の輝き                      | 井上二郎 渡邊佐和子 | 抜粋編集版 出演:ゴリ (お笑い芸人)、中川翔子、畑芽衣 |
| 104 | 8月20日    | 世界の動物カメラマン アフリカ オカバンゴ大湿地 迫力!巨大ワニが泳ぐ水中世界 | 礒野祐子            |                                                     |
| 105 | 9月3日     | 北米 ロッキー山脈 純白のヤギ 氷河の断崖を駆ける                            | 小林千恵            |                                                     |
| 106 | 9月17日    | インドネシア スラウェシ島 温泉湧く密林に珍獣が集う                         | 瀧川剛史            |                                                     |
| 107 | 10月1日    | インドネシア バリ島の棚田 南国の里山に極彩色の鳥が舞う                     | 小林千恵            |                                                     |
| 108 | 10月8日    | アフリカ大サバンナ ヌー100万頭 親子で決死の大移動                          | 礒野祐子            |                                                     |
| 109 | 10月29日   | 台湾南部の森 鳴き声で団結!リスの生き残り術                                 | 高橋さとみ          |                                                     |
| 110 | 11月12日   | 進化の島 ガラパゴス ウミイグアナ 豊かな海に泳ぎ出せ                        | 小野卓司            |                                                     |
| 111 | 11月19日   | 北米カリフォルニアの海 幻の巨大魚 大集結の謎を追う                         | 瀧川剛史            |                                                     |
| 112 | 11月26日   | イギリス 田園地帯 ウサギ対オコジョ 激闘!命の攻防                           | 小山径              |                                                     |
| 113 | 12月10日   | フランスの里山 四季めぐる草原にキツネが駆ける                              | 小林千恵            |                                                     |
| 114 | 12月17日   | ネパール 湿原の勇者サイ 謎の沼に親子が集う                                 | 森山春香            |                                                     |
| 115 | 1月1日     | スペシャル 野生動物の家族 愛と絆のドラマ                                   | 小山径 渡邊佐和子   | 抜粋編集版 出演:ゴリ、安めぐみ、畑芽衣              |
| 116 | 1月14日    | メキシコ カリブ海 圧巻!巨大ジンベエザメ大集結 青い海の謎                   | 中村慶子            |                                                     |
| 117 | 1月21日    | 伊勢神宮 光降る悠久の森に命がめぐる                                        | 瀧川剛史            |                                                     |
| 118 | 2月4日     | 南米 アルゼンチン カピバラ家族 大湿地を生き抜く                            | 礒野祐子            |                                                     |
| 119 | 2月11日    | スペシャル 命の躍動!野生動物 狩りのドラマ                                  | 小山径 渡邊佐和子   | 抜粋編集版 出演:ゴリ、安めぐみ、畑芽衣、福岡伸一    |
| 120 | 2月18日    | モンゴル アルタイ山脈 天空の断崖にユキヒョウ親子を見た                     | 小林千恵            |                                                     |
| 121 | 3月4日     | 世界自然遺産 小笠原諸島 絶海の楽園に奇跡の進化を見た                       | 渡邊佐和子          |                                                     |
| 122 | 3月11日    | カナダ 巨大流氷原 アザラシ 驚異の子育てに迫る                              | 久保田祐佳          |                                                     |
| 123 | 3月18日    | 世界の動物カメラマン 東南アジア タイ 巨大サイチョウ 熱帯の森に命つなぐ     | 山田賢治            |                                                     |
| 124 | 3月25日    | 南米アマゾン オオカワウソ 家族の団結で子どもを守れ                         | 岩槻里子            |                                                     |

### 2013年度
| 回  | 初回放送日 | タイトル                                                                 | ナレーション        | 備考                                                            |
| --- | ---------- | ------------------------------------------------------------------------ | ------------------- | --------------------------------------------------------------- |
| 125 | 4月1日     | イスラエル 砂漠の断崖 巨大角の闘士 アイベックスが激突する                | 小野卓司            |                                                                 |
| 126 | 4月8日     | 地中海 知られざる自然 マッコウクジラ 家族の結束を見た                    | 渡邊佐和子          |                                                                 |
| 127 | 4月15日    | 厳冬 釧路湿原 月夜の原野にタンチョウが集う                               | 小林千恵            |                                                                 |
| 128 | 4月22日    | アフリカ 大サバンナ 最強のハンター集団 リカオン 強さの秘密!              | 瀧川剛史            |                                                                 |
| 129 | 5月6日     | ワイルドライフスペシャル 進化の舞台 珍獣の宝庫 島は命のミラクルワールド  | 山田賢治 小林千恵   | 89分特番 抜粋編集版 出演:ゴリ、山口もえ、坂東元(旭山動物園園長) |
| 130 | 5月13日    | エチオピアの高地 幻のジャッカル 驚異の狩りを見た                         | 礒野佑子            |                                                                 |
| 131 | 5月27日    | オーストラリア サンゴの海 アシカ母子の絆が命をつなぐ                     | 渡邊佐和子          |                                                                 |
| 132 | 6月3日     | 北米ロッキー山脈 黒いオオカミ 王者への道 10年を追う                      | 長野亮              |                                                                 |
| 133 | 6月10日    | アフリカ キリマンジャロ山麓 アフリカゾウ 謎の大集結に迫る                | 森田美由紀          |                                                                 |
| 134 | 6月17日    | ペンギン大接近!前編 断崖 雪原 はるかなる大地を往く                       | 久保田祐佳          |                                                                 |
| 135 | 6月24日    | ペンギン大接近!後編 新たな命 大海原をめざせ                              | 久保田祐佳          |                                                                 |
| 136 | 7月8日     | パナマ 熱帯雨林 森の賢者ハキリアリ 巨大農場を作る                        | 久保田祐佳          |                                                                 |
| 137 | 7月15日    | 海の日特集 海鳥が飛ぶ クジラが舞う 驚異の大集結                          | 渡邊佐和子 瀧川剛史 | 抜粋編集版 出演:ゴリ、井上和香                                  |
| 138 | 7月22日    | 北アメリカ大横断 カナダヅル50万羽の渡りを追う                            | 中谷文彦            |                                                                 |
| 139 | 7月29日    | 世界の動物カメラマン 東欧の山岳地帯 知られざるヒグマ親子の四季を追う     | 井上あさひ          |                                                                 |
| 140 | 8月19日    | 太平洋 パラオ諸島 驚異の狩人 テッポウウオが狙い撃つ                      | 一柳亜矢子          |                                                                 |
| 141 | 9月2日     | カナダ 東海岸 王者ハクトウワシ 断崖の狩りに迫る                          | 長野亮              |                                                                 |
| 142 | 9月16日    | 沖縄 やんばるの森 大地を掘る謎のキツツキ ノグチゲラ                      | 中山庸介            |                                                                 |
| 143 | 9月30日    | カナダ ハドソン湾 キツネ家族 ツンドラの大地を生き抜く                    | 小林千恵            |                                                                 |
| 144 | 10月7日    | イギリス 美しき湖沼 神秘の巨大魚パイク 豪快な狩りを追う                  | 一柳亜矢子          |                                                                 |
| 145 | 10月28日   | オーストラリア アサートン高原 岩へ!樹上へ!カンガルーが跳ぶ               | 井上あさひ          |                                                                 |
| 146 | 11月4日    | 北米大陸 ソノラ砂漠 巨大サボテンの大地に命あふれる                       | 真下貴              |                                                                 |
| 147 | 11月11日   | オーストラリア ユーカリの杜にコアラが駆ける                              | 渡邊佐和子          |                                                                 |
| 148 | 11月18日   | 中米コスタリカ 擬態昆虫大集合 驚きの変身術を見た                         | 中山庸介            |                                                                 |
| 149 | 11月25日   | ニューギニアの海 サンゴ礁に不思議な“魚の村”を見た                        | 小林千恵            |                                                                 |
| 150 | 12月2日    | アネハヅル 脅威のヒマラヤ越えを追う                                      | 渡邊佐和子          |                                                                 |
| 151 | 12月9日    | 世界の動物カメラマン カナダ 森と湖の大地 ヘラジカ大接近 王者の風格を見た | 鈴木奈穂子          |                                                                 |
| 152 | 12月16日   | 珍獣の島 マダガスカル 子を守れ!ワオキツネザルの母は戦う                  | 中山庸介            |                                                                 |
| 153 | 1月6日     | 世界遺産 知床の海 コンブの楽園から命あふれる                             | 久保田祐佳          | 札幌局制作                                                      |
| 154 | 1月20日    | アフリカ ボツワナ大平原 激突!ライオンvs猛牛バッファロー                  | 小野卓司            |                                                                 |
| 155 | 1月27日    | 南インドの大自然 珍獣ナマケグマ 奇妙な子育てを見た!                      | 井上あさひ          |                                                                 |
| 156 | 2月10日    | インドネシア ジャワ島 美しき狩人ハナカマキリ 熱帯の森に咲く              | 鈴木奈穂子          |                                                                 |
| 157 | 2月17日    | ブラジル 大西洋岸の森 ハナグマ母子 群れに入って生き延びろ!               | 久保田祐佳          |                                                                 |
| 158 | 3月3日     | イギリス 田園地帯 命めぐるリンゴ園にフクロウが舞う                       | 森田美由紀          |                                                                 |
| 159 | 3月24日    | オーストラリアの海 猛毒ダコ 一撃の狩りに迫る                             | 小野卓司            |                                                                 |
| 160 | 3月31日    | アフリカ 大サバンナ ライオン 王者の道を駆けのぼれ!                       | 真下貴              |                                                                 |

### 2014年度
| 回  | 初回放送日 | タイトル                                                                       | ナレーション | 備考 |
| --- | ---------- | ------------------------------------------------------------------------------ | ------------ | ---- |
| 161 | 4月7日     | モンゴル アルタイ山脈 ユキヒョウ親子 天空の断崖をゆく                          | 久保田祐佳   |      |
| 162 | 4月14日    | 世界遺産 屋久島 南限のニホンザル 悠久の森に抱かれて                            | 塚原愛       |      |
| 163 | 4月21日    | よみがえれ! アジアの野生生物 アホウドリ小笠原へ 移住大作戦を追う               | 久保田祐佳   |      |
| 164 | 5月12日    | よみがえれ! アジアの野生生物 中国 3000m高山地帯 幻の“黄金サル”を追う           | 長野亮       |      |
| 165 | 5月19日    | オーストラリア モートン湾 幻のジュゴン 大集結を見た                            | 江崎史恵     |      |
| 166 | 5月26日    | 厳冬 イエローストン 生きものたちは火山をめざす                                 | 真下貴       |      |
| 167 | 6月2日     | カナダ ハドソン湾 ホッキョクグマ 氷の王者の強さに迫る                          | 礒野佑子     |      |
| 168 | 6月9日     | 沖縄やんばる 鳴いた!跳んだ!知られざるカエル王国                                | 西東大       |      |
| 169 |            | よみがえれ! アジアの野生生物 韓国 仁川 クロツラヘラサギ 都会に新天地を切り開け | 長野亮       |      |
| 170 | 7月21日    | 東京湾 知られざる豊饒の海に命が集う                                            | 與芝由三栄   |      |
| 171 | 8月11日    | 進化の島マダガスカル 世界最小のカメレオン 驚異のサバイバルに迫る               | 池田達郎     |      |
| 172 | 8月18日    | 知床の渓流 潜水の名手カワガラス 狩の妙技を見た                                 | 礒野佑子     |      |
| 173 | 9月1日     | アメリカ アリゾナ アリの巨大帝国 琥珀色に輝く                                  | 江崎史恵     |      |
| 174 | 9月8日     | オランダ 干拓の大地 野生の馬が草原を駆ける                                     | 久保田祐佳   |      |
| 175 | 9月22日    | 北海道の湿原 巨大魚イトウ 王者への道を突き進め                                 | 森田美由紀   |      |
| 176 | 9月29日    | インドネシア スラウェシ島 百面相クロザル “顔”で生き抜け                        | 中山準之助   |      |
| 177 | 10月6日    | バングラデシュ ガンジス河口 世界最大のマングローブ林に命あふれる               | 片山千恵子   |      |
| 178 | 10月20日   | インド モンスーンの森 野生犬ドール 最強軍団にのし上がれ                        | 井上あさひ   |      |
| 179 | 10月27日   | 北アメリカ 東海岸 豊かな海に謎の巨大生物を追う                                 | 渡邊佐和子   |      |
| 180 | 11月10日   | アフリカ ナミビア 乾燥の大地 “命の木”がゾウを支える                            | 久保田祐佳   |      |
| 181 | 11月17日   | オーストラリア 南海岸 巨大セミクジラに母の愛を見た                             | 青井実       |      |
| 182 | 12月1日    | 英国 スコットランド 荒海にワシが舞いカワウソが泳ぐ                             | 秋鹿真人     |      |
| 183 | 12月22日   | アフリカ タンザニア 森のキリン 謎の子育てを見た!                               | 片山千恵子   |      |
| 184 | 1月5日     | オーストラリアの大湿地 巨大足の珍鳥レンカク 水面を走れ                         | 秋鹿真人     |      |
| 185 | 1月19日    | アフリカ 大サバンナ 世界最小マングース 厳しい掟に生きる                        | 久保田祐佳   |      |
| 186 | 1月26日    | カナダ西海岸 ベニザケ数千万匹! 大遡上を追う                                    | 井上あさひ   |      |
| 187 | 2月2日     | ニュージーランド “ペンギンの楽園”海と森に育まれ                                | 渡邊佐和子   |      |
| 188 | 2月9日     | マダガスカルの奇観 ツィンギ 原始の猿が針山を跳ぶ                               | 秋鹿真人     |      |
| 189 | 2月23日    | ワイルドライフスペシャル 野生動物の家族 感動の絆を見た                         | 久保田祐佳   |      |
| 190 | 3月2日     | モロッコ アトラス山脈 雪山のサル オスは子守で勝負する                          | 秋鹿真人     |      |
| 191 | 3月9日     | オーストラリア 熱帯の草原 シロアリの巨大“聖堂”がそびえる                       | 片山千恵子   |      |
| 192 | 3月16日    | オーストラリア クリスマス島 カニ5000万匹の大行進 森と海を真紅に染めて          | 三輪秀香     |      |
| 193 | 3月23日    | 大西洋 フォークランド諸島 謎の鳥カラカラ 変幻自在に狩る！                      | 江崎史恵     |      |
| 194 | 3月30日    | ワイルドライフスペシャル 命の攻防!狩りの技に迫る                               | 久保田祐佳   |      |

### 2015年度
| 回  | 初回放送日 | タイトル                                                  | 備考 |
| --- | ---------- | --------------------------------------------------------- | ---- |
| 195 | 4月        | アメリカ イエローストン 女王オオカミ 波乱万丈の生涯に密着 |      |
| 196 | 4月        | ニュージーランド山岳地帯 いたずらオウム 驚きの知恵に迫る  |      |
| 197 | 4月        | ライオンVSハイエナ 力と数で渡り合え                       |      |
| 198 | 5月        | 奄美大島 亜熱帯の森 リュウキュウアユ 清流を遡れ!          |      |

### 2016年度
| 本放送       | 再放送 | タイトル                                                     | 備考                            |
| ------------ | ------ | ------------------------------------------------------------ | ------------------------------- |
| 4月4日       |        | スリランカ 仏教遺跡の森 人間顔負けトクモンキーの処世術に迫る |                                 |
| 4月11日      |        | モンゴル アルタイ山脈 断崖を生き抜け！若きユキヒョウ         |                                 |
| 4月18日      |        | アフリカ 大サバンナ タテガミを捨てたライオンの謎を追う       |                                 |
| 5月9日       |        | アフリカ コンゴ川 野生の命が躍動する大河をゆく               |                                 |
| 5月16日      |        | 珍獣の島 マダガスカル 密林の大ジャンパー インドリを追う      |                                 |
| 5月23日      |        | カナダ 極寒の大地 巨大フクロウが見えない獲物を狙う           |                                 |
| （5月30日）  |        | 太平洋 パラオ諸島 驚異の狩人 テッポウウオが狙い撃つ          |                                 |
| 6月6日       |        | アフリカ ボツワナの平原 ヒョウ親子が巨大ナマズを狩る         |                                 |
| （6月13日）  |        | オーストラリア モートン湾 幻のジュゴン 大集結を見た          |                                 |
| 6月20日      |        | 世界遺産 知床 密着2年！ヒグマ親子 守る 狩る 戦う             |                                 |
| （6月27日）  |        | オーストラリアアサートン高原 岩へ！樹上へ！カンガルーが跳ぶ  |                                 |
| （7月4日）   |        | アメリカ アリゾナ アリの巨大帝国 琥珀（こはく）色に輝く      |                                 |
| 7月11日      |        | 南アフリカ 大平原 密着2年！幻の白いライオンを追う            |                                 |
| （7月18日）  |        | ニューギニア島の海 サンゴ礁に不思議な“魚の村”を見た          |                                 |
| 7月25日      |        | 巨大魚の滝登り！干潟にシカ大群！水の恵みが育む命に迫る       |                                 |
| 8月15日      |        | 伊豆半島 大瀬崎の海 海水浴場の知られざる大自然に迫る！       |                                 |
| 8月22日      |        | 白山連峰の四季 ニホンカモシカ 恵みと試練の山を生き抜く       |                                 |
| （8月29日）  |        | アフリカボツワナ大平原 激突！ライオンvs猛牛バッファロー      |                                 |
| 9月5日       |        | 南太平洋ポリネシア サメ大集結！美しき海のハンターに迫る      |                                 |
| 9月12日      |        | モンゴル 大草原 放浪ガゼル 夏の大集結に迫る                  |                                 |
| （9月26日）  |        | インドネシアジャワ島 美しき狩人ハナカマキリ 熱帯の森に咲く   |                                 |
| 10月3日      |        | 知られざる伊豆諸島 火山が生んだ生命の海に潜る                |                                 |
| （10月17日） |        | アネハヅル 驚異のヒマラヤ越えを追う                          |                                 |
| 10月24日     |        | スリランカ 熱帯の森 珍獣ナマケグマ 奇想天外な狩りに迫る      |                                 |
| 11月7日      |        | ボルネオ島 巨木の森 奇妙なカエルたちの王国に分け入る         |                                 |
| 11月14日     |        | イタリア アルプス山脈 巨大リス 天空の戦いを生き抜け！        |                                 |
| 11月21日     |        | 中米コスタリカ 極彩色カエル 摩訶（まか）不思議な“恋”に密着   |                                 |
| （11月28日） |        | アフリカ 大サバンナ ライオン 王者の道を駆けのぼれ！          |                                 |
| 12月5日      |        | 知られざる伊豆諸島 黒潮・世界最大級の海流が命をつなぐ        |                                 |
| 12月12日     |        | ペルー アマゾン源流 巨大“鳥の巣団地”で命の攻防に迫る         |                                 |
| （12月19日） |        | モロッコ アトラス山脈 雪山のサル オスは子守で勝負する        |                                 |
| 12月26日     |        | ゾウの川渡り 札幌リスの冬じたく 緑の森に命が輝く             |                                 |
| 1月9日       |        | 水の恵みが育む命たち                                         |                                 |
| 1月16日      |        | オーストラリア 乾燥の大地 赤い砂漠を小さな“怪獣”が歩く       |                                 |
| 1月23日      |        | アフリカ大地溝帯 不思議の湖に100万羽のフラミンゴが舞う       |                                 |
| 1月30日      |        | ブラジル 乾燥の大平原 南米最大のオオカミを追う！             |                                 |
| 2月6日       |        | 東京 奥多摩の山々 源流の森にクマタカが舞う                   |                                 |
| 2月13日      |        | 南アフリカカラハリ砂漠 ミーアキャット母と娘の愛と葛藤に迫る  |                                 |
| 2月20日      |        | 英国 田園地帯 広大な屋敷林にハイタカが舞う                   | 2017年5月30日16時から再々放送。 |
| 2月27日      |        | 北アルプスの四季 ホシガラスが雲上の森を作った！              |                                 |
| 3月6日       |        | 厳冬の能登半島 ダイオウイカと巨大ダコ 荒海に“怪物”現る       |                                 |
| 3月13日      |        | 北海道 サロベツ原野 エゾモモンガ 凍（い）てつく森を生きる    |                                 |
| 3月20日      |        | 西オーストラリア超人気のカンガルー・クオッカ 笑顔の謎に迫る  |                                 |
| 3月27日      |        | 沖縄やんばる 初撮影！夜の大自然 森の王者を追う               |                                 |

### 2017年度
| 本放送     | 再放送     | タイトル                                                      | 備考 |
| ---------- | ---------- | ------------------------------------------------------------- | ---- |
| 4月3日     | 4月10日    | アフリカ タンザニア 驚異のジャンパー インパラ                 |      |
| 4月10日    | 4月17日    | マレーシア 熱帯の森 珍虫たちがワザを競う                      |      |
| 4月17日    | 4月24日    | ドイツ大自然の四季 黒い森にヤマネコが駆ける                   |      |
| 4月24日    | 5月1日     | ヨーロッパの里山 リトアニア あふれる水が大地の命を育む        |      |
| (5月1日)   | (5月8日)   | 北アメリカ 東海岸 豊かな海に謎の巨大生物を追う                |      |
| 5月8日     | 5月15日    | 大西洋カナリア諸島 風と火山の絶景に命輝く                     |      |
| 5月15日    | 5月22日    | アフリカケニアの高原 サバンナのヒヒ 気遣いが力に勝てるか？    |      |
| (5月22日)  | (5月29日)  | カナダ ハドソン湾 ホッキョクグマ 氷の王者の強さに迫る         |      |
| 5月29日    | 6月5日     | アフリカ カメルーン 巨大なキバで戦う狩りバチに迫る！          |      |
| 6月5日     | 6月12日    | フィリピン セブ島 奇々怪々！美しき毒魚たちが熱帯の海に舞う    |      |
| 6月12日    | 6月19日    | アメリカ イエローストン 女王オオカミ 波乱万丈の生涯に密着     |      |
| (6月19日)  | (6月26日)  | 知床の渓流 潜水の名手カワガラス 狩りの妙技を見た              |      |
| 6月26日    | 7月3日     | ＢＩＧ ＰＡＣＩＦＩＣ（前編）ハンターたちの飽くなき闘いを見た |      |
| 7月3日     | 7月10日    | ＢＩＧ ＰＡＣＩＦＩＣ（後編）子孫を残す命がけの挑戦を見た     |      |
| 7月10日    | 7月17日    | 南アフリカ 試練の大地 孤高のハンターヒョウ 王者に挑め！       |      |
| 7月17日    | 7月24日    | スペシャル「奇想天外！希少な命が島々を生き抜く」              |      |
| (7月24日)  | (7月31日)  | バングラデシュ 世界最大のマングローブ林に命あふれる           |      |
| (7月31日)  | (8月7日)   | オーストラリア 熱帯の草原 シロアリの巨大“聖堂”がそびえる      |      |
| (8月14日)  | (8月21日)  | 栃木 足尾山地 ツキノワグマ 復活の森を生き延びろ               |      |
| (8月21日)  | (8月28日)  | アフリカ オカバンゴ大湿地 ライオン兄弟の５年                  |      |
| 8月28日    | 9月4日     | 九州 有明海 命あふれる干潟 絶景にムツゴロウが跳ぶ             |      |
| (9月4日)   | (9月11日)  | 北大西洋 アゾレス諸島“絶海のオアシス”に命集う                 |      |
| 9月11日    | 9月18日    | 中国山地 奥出雲の棚田 ドジョウが水と土を活用 四季を生き抜く   |      |
| 9月18日    | 9月25日    | 沖縄 亜熱帯の森 駆けのぼれ！ヤンバルクイナ                    |      |
| 9月25日    | 10月2日    | ロシア 北極圏のツンドラ 白夜の子育て ハクチョウが闘う         |      |
| (10月2日)  | (10月9日)  | モンゴル アルタイ山脈 ユキヒョウ親子 天空の断崖をゆく         |      |
|            | 10月16日   | マダガスカルの奇観 ツィンギ 原始のサルが針山を跳ぶ            |      |
| (10月16日) | (10月23日) | ナミビア 乾燥の大地 アフリカゾウ リーダーが命の水場を守る     |      |
| 10月23日   |            | 東京湾 海の猛者対決！イセエビ・タコ・ウツボ 奇妙な三角関係    |      |
|            | 11月6日    | ニュージーランド山岳地帯 いたずらオウム 驚きの知恵に迫る      |      |
| 11月6日    | 11月13日   | シンガポール 夜の密林 珍獣ヒヨケザル 母子が空を飛ぶ！         |      |
| 11月13日   | 11月20日   | アフリカ ガボンの熱帯林 幻のサル マンドリル 極彩色の顔で      |      |
| 11月20日   | 11月27日   | 北米ソノラ砂漠 護身術の達人ツノトカゲ 強敵に立ち向かえ！      |      |
| 11月27日   | 12月4日    | オーストラリア フレーザー島 謎のイヌ ディンゴ 家族の絆        |      |
| 12月4日    | 12月11日   | 四国の小さな入り江 テンジクザメ 集結の謎を追う                |      |
| 12月11日   | 12月25日   | マダガスカル ワオキツネザル母２匹 放浪の日々を生き抜く        |      |
| 12月25日   | 1月8日     | ブラジルの熱帯林 珍獣ヒメアリクイ 未知の樹上生活を追う        |      |
| (1月15日)  | (1月22日)  | 南アフリカ 大平原 密着２年！幻の白いライオンを追う            |      |
| 1月22日    | 1月29日    | アフリカ最高峰キリマンジャロ サバンナの巨大ゾウ高山を目指す！ |      |
| 1月29日    | 2月5日     | 中米コスタリカ イグアナＶＳバシリスク トカゲ王国を生き残れ！  |      |
| 2月5日     | 2月12日    | シンガポール 大都会 カワウソ家族 仁義なき争いを勝ち抜け       |      |
|            | 2月19日    | 火山と氷河の島 アイスランド                                   |      |
| 2月19日    | 2月26日    | フィリピンのサンゴ礁 海の“天の川” 神秘の発光魚を追う！        |      |
| 2月26日    | 3月5日     | イタリア サルデーニャ島 荒野の“野生馬”闘う！駆ける！          |      |
| 3月5日     | 3月12日    | スペシャル「極北！砂漠！極限の地に命がめぐる」                |      |
| (3月12日)  | (3月19日)  | 厳冬北海道サロベツ原野 雪原を純白のユキウサギが疾走する       |      |
| 3月19日    | 3月26日    | 南米アマゾン 初撮影！幻のカワイルカが大河に集う               |      |
| 3月26日    | 4月2日     | アフリカ 大サバンナ 群れるチーター ５頭で狩る！戦う！         |      |

### 2018年度
| 本放送     | 再放送     | タイトル                                                        | 備考 |
| ---------- | ---------- | --------------------------------------------------------------- | --- |
| 04月02日   | 04月09日   | インドネシア 熱帯の島々 陸の王者コモドドラゴン 海を行く         | |
| 04月09日   | 04月16日   | 南米チリ アタカマ砂漠 天空の湖に水鳥が“島”を築く                | |
| (04月16日) | (04月23日) | 大西洋カナリア諸島 風と火山の絶景に命輝く                       | |
| 04月23日   | 04月30日   | アフリカ ザンビアの大河 野生動物が激変の地を生きる              | |
| (04月30日) | (05月07日) | 南インドの大自然 珍獣ナマケグマ 奇妙な子育てを見た！            | |
| (05月07日) | (05月14日) | 奄美大島 亜熱帯の森 リュウキュウアユ 清流を遡れ！               | |
| (05月21日) | (05月28日) | アフリカ ボツワナの平原 ヒョウ親子が巨大ナマズを狩る            | |
| (05月28日) | (06月04日) | イタリア アルプス山脈 巨大リス 天空の戦いを生き抜け！           | |
| 06月04日   | 06月11日   | 南米アマゾン 密林の泉に怪魚が集う                               | |
|            | (06月18日) | アジア縦断 謎のタカ 最強のハチに挑む！                          | |
| (06月18日) | (06月25日) | 中東 イスラエル 幻のオオカミ 灼（しゃく）熱の砂漠に生きる       | |
| 06月25日   | 07月02日   | スペシャル 華麗なる野生ネコの世界（1）「ビッグキャット」        | |
| 07月02日   | 07月09日   | スペシャル 華麗なる野生ネコの世界（2）個性派ネコが跳ぶ 泳ぐ     | |
| (07月09日) | (07月16日) | スリランカ 熱帯の森 珍獣ナマケグマ 奇想天外な狩りに迫る         | |
| (07月16日) | (07月23日) | オーストラリア東海岸 ネコ顔のサメ 奇妙なネジ型卵の謎に迫る      | |
| 07月23日   | 07月30日   | 東南アジア タイ 初密着！ 巨大ヤモリ ヘビと闘う                  | |
| (07月30日) | (08月06日) | 珍獣の島 マダガスカル 密林の大ジャンパー インドリを追う         | |
| 08月06日   | 08月13日   | ガラパゴス 動物たち 試練の1年                                   | |
| (08月13日) | )08月20日) | 知られざる伊豆諸島 黒潮・世界最大級の海流が命をつなぐ           | |
| 08月20日   |            | SP「奄美 沖縄 奇跡の島々 原始のウサギ・ヤマネコが躍動する」     | 20:00-21:30。プレゼンター：川平慈英（俳優）。10月22日16:30-18:00に再放送。                                                     |
|            | (08月27日) | 南アフリカカラハリ砂漠 ミーアキャット母と娘の愛と葛藤に迫る     | |
| 08月27日   | 09月03日   | アフリカ大平原 二つの群れに君臨！オスライオンの試練             | |
| 09月03日   | 09月10日   | 知られざる屋久島の海 圧巻！巨大イカ コブシメ大集結を追う        | |
| (09月10日) | (09月17日) | フィリピン セブ島 奇妙な尾を持つ謎のサメ 狩りの一撃に迫る       | |
| 09月17日   | 09月24日   | 北米 ソノラ砂漠 発見！タカを用心棒にするハチドリ                | |
| 09月24日   | 10月01日   | カナダ北極圏 ツンドラの島 幻の白いオオカミ 生きざまを追う       | |
| 10月01日   | 10月08日   | 中国山地の里山 オオサンショウウオ 清流に君臨する                | 11月14日17:00-18:00に3回目の放送。                                                                                             |
| 10月08日   | 10月15日   | アフリカ ボツワナの平原 子供を守れ！苦難のライオン女王          | |
| 10月15日   | 10月22日   | 白山連峰の四季 ニホンカモシカ 恵みと試練の山を生き抜く          | |
| 10月22日   | 10月29日   | スペシャル▽砂漠のオオカミ！大都会のカワウソ！決死のサバイバル術 | |
| 10月29日   | 11月05日   | スペイン北部 歴史香る町 教会にコウノトリの大群が舞う            | |
|            | (11月12日) | スペシャル▽巨大魚の滝登り！干潟にシカ！水の恵みが育む命に迫る   | 番組から“水の恵みが育む命”をテーマに再構成。本放送日は「にっぽん百名山スペシャル『いいね！とっておきの秋の山旅』」のため中止。 |
| 11月12日   | 11月19日   | モンゴル 大平原 珍獣マヌルネコ 狩りの“妖術”を見た               | |
| (11月19日) | (11月26日) | アフリカ コンゴ川 野生の命が躍動する大河をゆく                  | |
| (12月17日) | (0月0日)   | 選                                                              | |

## 命の輝き
| 番号 | タイトル                                       | 放送履歴 | 放送履歴 | 放送履歴 | 放送履歴      | 放送履歴   | 放送履歴 |
| 番号 | タイトル                                       | 年       | 月日     | 曜       | 時間          | チャンネル | 回数     |
| ---- | ---------------------------------------------- | -------- | -------- | -------- | ------------- | ---------- | -------- |
| 1    | イスラエル 巨大角の闘士アイベックス            | 2016年   | 02月12日 | （金）   | 19:000-19:15  | BSP        | 1        |
| 1    | イスラエル 巨大角の闘士アイベックス            | 2016年   | 07月24日 | （日）   | 12:45 - 13:00 | BSP        | 2        |
| 1    | イスラエル 巨大角の闘士アイベックス            | 2018年   | 01月17日 | （水）   | 15:15 - 15:30 | BSP        | 3        |
| 2    | ネパール サイが集う不思議な沼                  | 2016年   | 06月04日 | （土）   | 16:45 - 17:00 | BSP        | 1        |
| 3    | 北米カリフォルニア 幻の巨大魚 コンブの海に集う | 2016年   | 06月09日 | （木）   | 10:44 - 11:00 | BSP        | 1        |
| 4    | オーストラリア サンゴの海 アシカ母子の絆       | 2016年   | 06月20日 | （月）   | 11:30 - 11:46 | BSP        | 1        |
| 5    | 厳冬釧路湿原 タンチョウ 雪原に舞う             | 2016年   | 06月21日 | （火）   | 11:30 - 11:46 | BSP        | 1        |
| 5    | 厳冬釧路湿原 タンチョウ 雪原に舞う             | 2018年   | 01月24日 | （）     | 11:45 -       | BSP        | 2        |
| 6    | イエローストン 火山をめざす生きものたち        | 2016年   | 06月22日 | （水）   | 11:30 - 11:46 | BSP        | 1        |
| 7    | オーストラリア ジュゴン 謎の大集結             | 2016年   | 07月16日 | （土）   | 01:30 - 01:45 | BSP        | 1        |
| 7    | オーストラリア ジュゴン 謎の大集結             | 2018年   | 01月23日 | （）     | 11:45 -       | BSP        | 2        |
| 8    | 東京湾 知られざる豊饒（じょう）の海            | 2016年   | 07月18日 | （月）   | 15:15 - 15:30 | BSP        | 1        |
| 8    | 東京湾 知られざる豊饒（じょう）の海            | 2018年   | 01月13日 | （土）   | 14:45 - 15:00 | BSP        | 2        |
| 9    | アフリカ大サバンナ チーター兄弟 知られざる素顔 | 2016年   | 07月21日 | （木）   | 22:45 - 23:00 | BSP        | 1        |
| 10   | カナダ 氷の王者ホッキョクグマ                  | 2016年   | 09月23日 | （金）   | 14:40 - 14:55 | BSP        | 1        |
| 11   | アフリカ大サバンナ ヌー100万頭 決死の大移動    | 2016年   | 10月08日 | （土）   | 15:34 - 15:50 | BSP        | 1        |
| 11   | アフリカ大サバンナ ヌー100万頭 決死の大移動    | 2018年   | 01月27日 | （）     | 11:45 -       | BSP        | 2        |
| 12   | 北米大陸ソノラ砂漠 命支える巨大サボテン        | 2016年   | 10月15日 | （土）   | 15:40 - 15:55 | BSP        | 1        |
| 13   | マダガスカル ワオキツネザルの母は戦う          | 2016年   | 10月22日 | （土）   | 15:35 - 15:50 | BSP        | 1        |
| 13   | マダガスカル ワオキツネザルの母は戦う          | 2018年   | 01月22日 | （）     | 11:45 -       | BSP        | 2        |
| 14   | スコットランド 荒海が育むワシ                  | 2017年   | 02月04日 | （土）   | 08:15 - 08:30 | BSP        | 1        |
| 15   | アフリカ キリンの保育園                        | 2017年   | 02月08日 | （水）   | 17:44 - 18:00 | BSP        | 1        |
| 15   | アフリカ キリンの保育園                        | 2017年   | 09月16日 | （）     | 08:00 - 08:15 | BSP        | 2        |
| 16   | オーストラリア 巨大足の珍鳥レンカク            | 2017年   | 02月11日 | （土）   | 08:15 - 08:30 | BSP        | 1        |
| 17   | アフリカ マングースの厳しい掟                  | 2017年   | 02月18日 | （土）   | 08:15 - 08:30 | BSP        | 1        |
| 18   | マレーシア 優しさで森を生き抜くゾウ            | 2017年   | 02月21日 | （火）   | 22:14 - 22:30 | BSP        | 1        |
| 19   | ニュージーランド ペンギン 海から森へ           | 2017年   | 02月22日 | （水）   | 17:40 - 17:55 | BSP        | 1        |
| 20   | マダガスカル 奇観ツィンギを跳ぶサル            | 2017年   | 02月25日 | （土）   | 08:15 - 08:30 | BSP        | 1        |
| 21   | モロッコ オスザルたち 子守に奮闘               | 2017年   | 02月25日 | （土）   | 17:35 - 17:50 | BSP        | 1        |
| 22   | オーストラリア カニ5000万匹大行進              | 2017年   | 03月05日 | （日）   | 12:45 - 13:00 | BSP        | 1        |
| 23   | ニュージーランド いたずらオウムの知恵          | 2017年   | 03月06日 | （月）   | 22:35 - 22:50 | BSP        | 1        |
| 24   | アフリカ ライオンVSハイエナ                    | 2017年   | 03月08日 | （水）   | 17:40 - 17:55 | BSP        | 1        |
| 25   | 奄美大島 清流を遡るリュウキュウアユ            | 2017年   | 03月12日 | （日）   | 12:45 - 13:00 | BSP        | 1        |
| 26   | インドネシア ヤシの実を使うタコ                | 2017年   | 03月15日 | （水）   | 23:45 - 00:00 | BSP        | 1        |
| 27   | オーストラリア 奇妙な卵を産むネコザメ          | 2017年   | 03月17日 | （金）   | 22:45 - 23:00 | BSP        | 1        |
| 28   | インドネシア 沈没船に潜む怪魚たち              | 2017年   | 03月28日 | （火）   | 22:39 - 22:54 | BSP        | 1        |
| 29   | パラオ諸島 驚異の狩人 テッポウウオ             | 2017年   | 07月12日 | （水）   | 12:43 - 13:00 | BSP        | 1        |
| 30   | 北米ロッキー山脈 断崖を駆ける純白のヤギ        | 2017年   | 07月13日 | （木）   | 12:43 - 13:00 | BSP        | 1        |
| 31   | インドネシア“顔”で生き抜け クロザル            | 2017年   | 07月14日 | （金）   | 12:43 - 13:00 | BSP        | 1        |
| 32   | カナダ西部 ベニザケ2000万匹の大遡上            | 2018年   | 01月16日 | （）     | 15:15 - 15:30 | BSP        | 1        |
| 33   | アフリカ 最強のハンター集団リカオン            | 2018年   | 01月19日 | （）     | 14:45 -       | BSP        | 1        |
| 34   | 北米大陸ソノラ砂漠 命支える巨大サボテン        | 2018年   | 01月25日 | （）     | 11:45 -       | BSP        | 1        |
| 35   | マダガスカル 極小カメレオン 驚異の狩り         | 2018年   | 01月26日 | （）     | 11:45 -       | BSP        | 1        |
| 36   | 大西洋アゾレス諸島 クジラが集う海の楽園        | 2018年   | 02月17日 | （）     | 11:45 -       | BSP        | 1        |
| 37   | 南アフリカ オットセイＶＳ．巨大ザメ 命の攻防   | 2018年   | 02月18日 | （）     | 11:45 -       | BSP        | 1        |
| 38   | ガラパゴス諸島 水中を舞う鳥 コバネウ           | 2018年   | 02月19日 | （）     | 10:45 -       | BSP        | 1        |
| 39   | オーストラリア オオカンガルー 恋の激闘         | 2018年   | 02月20日 | （）     | 10:45 -       | BSP        | 1        |
| 40   | オーストラリア 空飛ぶ有袋類 オオフクロモモンガ | 2018年   | 02月21日 | （）     | 10:45 -       | BSP        | 1        |
|      |                                                | 2018年   | 0月0日   |          |               | BSP        | 1        |
|      |                                                | 2018年   | 0月0日   |          |               | BSP        | 1        |
|      |                                                | 2018年   | 0月0日   |          |               | BSP        | 1        |
|      |                                                | 2018年   | 0月0日   |          |               | BSP        | 1        |
|      |                                                | 2018年   | 0月0日   |          |               | BSP        | 1        |
|      |                                                | 2018年   | 0月0日   |          |               | BSP        | 1        |
|      |                                                | 2018年   | 0月0日   |          |               | BSP        | 1        |
|      |                                                | 2018年   | 0月0日   |          |               | BSP        | 1        |
|      |                                                | 2018年   | 0月0日   |          |               | BSP        | 1        |
|      |                                                | 2018年   | 0月0日   |          |               | BSP        | 1        |
|      |                                                | 2018年   | 0月0日   |          |               | BSP        | 1        |
|      |                                                | 2018年   | 0月0日   |          |               | BSP        | 1        |
|      |                                                | 2018年   | 0月0日   |          |               | BSP        | 1        |
|      |                                                | 2018年   | 0月0日   |          |               | BSP        | 1        |
|      |                                                | 2018年   | 0月0日   |          |               | BSP        | 1        |
|      |                                                | 2018年   | 0月0日   |          |               | BSP        | 1        |
|      |                                                | 2018年   | 0月0日   |          |               | BSP        | 1        |
|      |                                                | 2018年   | 0月0日   |          |               | BSP        | 1        |
|      |                                                | 2018年   | 0月0日   |          |               | BSP        | 1        |
|      |                                                | 2018年   | 0月0日   |          |               | BSP        | 1        |
|      |                                                | 2018年   | 0月0日   |          |               | BSP        | 1        |
|      |                                                | 2018年   | 0月0日   |          |               | BSP        | 1        |
|      |                                                | 2018年   | 0月0日   |          |               | BSP        | 1        |